# مسعود بوبو
مسعود بوبو (1357- 1420 هـ / 1938- 1999 م) من علماء العربية، باحث لغوي وأديب سوري، وأستاذ جامعي، وعضو مجمع اللغة العربية بدمشق، ومدير هيئة الموسوعة العربية، وعضو اتحاد الكتَّاب العرب. كان يعرف اللغتين الإنكليزية والفرنسية، ومُلمًّا بالسُّريانية والفارسية.

## ولادته ونشأته
ولد أبو وَجْد مسعود بن سعيد بوبو في قرية (حَبْكَة) ناحية (البسيط) من محافظة (اللاذقية) في الساحل السوري، في جُمادى الآخِرة 1357هـ/ أغسطس (آب) 1938م، لأسرة فقيرة.
وبعد عام من ولادته انتقلت أسرتُه إلى قرية (بيت الشيخ ويلي)، وفي العام التالي 1940م توفِّي والدُه مخلِّفًا أرملةً وستة أطفال، فانتقلت الأمُّ بهم إلى قرية (وادي الرميم)، حيث عملوا في أملاك المُوسِرين.
وبعد ثلاثة أعوام استقرَّت الأسرةُ في قرية (ماخوس) قرابة عشر سنين، ثم انتقلت إلى قرية (قنديل جوك) الصغيرة والمكلَّلة بأشجار الصنوبر على القمَّة الغربية من قِمَم (بللوران). وفي هذه القرية عمل مسعود بوبو في رعي الأغنام لقاءَ أجر زهيد مع تحفيظه أجزاءً من القرآن الكريم.

## دراسته وتحصيله
حصل على شهادة الدراسة الابتدائية من مدرسة قرية (مشقيتا) في محافظة اللاذقية عام 1951م، ثم انتقلت أسرتُه إلى مدينة اللاذقية، فتوزَّع أبناؤها بين التطوُّع في الجيش ومزاولة المِهَن الحرَّة. والتحق مسعود بثانوية التجهيز (جُول جَمَّال حاليًّا) ليستكمل دراسته الإعدادية.
وكانت اللاذقية حينئذٍ تمور بالعمل السياسي ونشاط الأحزاب، فانتسبَ إلى (حزب البعث العربي الاشتراكي)، ومضى يشارك رفاقه في مظاهرات الطلَّاب ونشاطات الحزب.
وبعد حصوله على الشهادة الإعدادية تطوَّع في الجيش العربي السوري. وفي إبَّان خدمته العسكرية حصل على شهادة الدراسة الثانوية عام 1963م. وكان عُيِّن رئيسَ قلم في مكتب الرائد الجوِّي حافظ الأسد (الذي صار فريقًا ورئيسًا للجمهورية وقائدًا للجيش)، فأُعجب بقلمه وبيانه، وحثَّه على إكمال دراسته، فاستقال من الجيش والتحقَ بقسم اللغة العربية في كلِّية الآداب من جامعة دمشق، وحصل منها على الإجازة الجامعية (الليسانس) عام 1968م.
بعد تخرُّجه عُيِّن مديرًا لإعدادية في قرية (القنجرة) مدَّة قصيرة، ثم مدرِّسًا في ثانويات اللاذقية، ومديرًا لإعدادية (الحرس القومي) في اللاذقية، وفي نهاية عام 1969م عُيِّن معيدًا في قسم اللغة العربية بجامعة دمشق، فقضى فيه سنةً دراسية، عمل فيها مساعدًا لأستاذه العلامة أحمد راتب النفَّاخ في تدريس مادَّة المكتبة العربية لطلَّاب السنة الأولى، وصار به لصيقًا في الجامعة وفي بيت الأستاذ الذي كان مثابةً لطلاب العلم.
ثم أُوفِدَ إلى فرنسا لإكمال دراساته العليا، فقضى فيها سنة، ثم حُوِّلَ إيفادُه إلى جامعة الإسكندرية في جمهورية مصر العربية، وفي هذا الوقت ترك العملَ الحزبي والسياسي تمامًا منصرفًا انصرافًا تامًّا إلى البحث والدراسة وتحصيل العلم.
حصل على شهادة الماجستير عام 1976م في تخصُّص فقه اللغة وكان موضوع رسالته (اللغة في شعر السَّرِيِّ الرَّفَّاء)، ثم على شهادة الدكتوراه عام 1980م، من الجامعة نفسها، وكان موضوع رسالته (أثرُ الدَّخيل على العربية الفصحى في عصر الاحتجاج).

## وظائفه ومناصبه
بعد حصوله على الدكتوراه عاد إلى سوريا فعمل مدرِّسًا في قسم اللغة العربية بجامعة دمشق، وعُهدَ إليه بتدريس موادِّ: فقه اللغة واللسانيات واللغويات المقارِنة والمكتبة العربية. وفي عام 1983م أُعيرَ إلى جامعة صنعاء في اليمن فدرَّس فيها أربع سنوات مادَّتي فقه اللغة العربية والمصادر اللغوية والأدبية في التراث العربي، ثم عاد إلى التدريس في جامعة دمشق عام 1987م، وقد رُقِّيَ إلى رتبة أستاذ مساعد عام 1985م، ثم إلى رتبة أستاذ (بروفيسور) عام 1990م.
وكُلِّف رئاسةَ قسم اللغة العربية في جامعة دمشق عام 1993م. وأشرف على كثير من رسائل الماجستير والدكتوراه في جامعات دمشق وتشرين وصنعاء، بلغ عددها حتى نهاية 1995م: 27 رسالة ماجستير، و20 رسالة دكتوراه.
وتولَّى منصبَ المدير العام المُساعد لهيئة الموسوعة العربية في عام 1993م، وكان المدير يومئذ الدكتور شاكر الفحَّام رئيس مجمع اللغة العربية بدمشق، ثم صدر مرسوم رئاسي بتعيينه مديرًا عامًّا لهيئة الموسوعة عام 1997م، وظلَّ في منصبه هذا حتى وفاته، وشهدت الهيئةُ في عهده انتعاشًا وإنجازًا.
وهو عضو اتحاد الكتَّاب العرب منذ عام 1984م، ومقرِّر لجنة (البحوث والدراسات) فيه، وعضو مجلس الاتحاد عام 1995م، وعضو هيئة تحرير (مجلة التراث العربي) التي تصدر عن الاتحاد. واختِيرَ عضوًا في (موسوعة أعلام العلماء العرب والمسلمين) التي تتولَّى إعدادها المنظمة العربية للتربية والثقافة والعلوم.
تزوَّج عام 1967، ورُزقَ ثلاثة أولاد، أكبرهم المهندس وَجْد.

## أساتذته
من أساتذته بجامعة دمشق من أعضاء مجمع اللغة العربية:
- أحمد راتب النفَّاخ.
- عبد الهادي هاشم.
- إحسان النص.

## في مجمع الخالدين
انتُخب الدكتور مسعود بوبو عضوًا عاملًا في مجمع اللغة العربية بدمشق بتاريخ 28 من فبراير (شُباط) 1996م، خلَفًا للعلَّامة الأستاذ أحمد راتب النفَّاخ، وصدر مرسومُ تعيينه في 13 مارس (آذار) 1997م، وأقيمت حفلةُ استقباله في المجمع في 29 من أبريل (نَيْسان) 1997م، وألقى فيها كلمةً تحدَّث فيها عن أستاذه وسلفه في المجمع العلَّامة النفاخ، وألقى كلٌّ من الدكتور شاكر الفحام رئيس المجمع، والدكتور إحسان النص نائب الرئيس، كلمةً ترحيبية به.
وشارك في أعمال عدد من لجان المجمع، منها: (لجنة المعجمات اللغوية) و(لجنة النشاط الثقافي) و(لجنة اللغة العربية والأصول) و(لجنة مجلة المجمع)، فضلًا عن مشاركته في (مجلس المجمع) وندَواته.
ومما شارك فيه من نشاطات المجمع: ندوة (اللغة العربية معالم الحاضر وآفاق المستقبل) عام 1997م، وألقى فيها محاضرةً بعنوان (مشكلة الأداء في اللغة العربية)، نُشرت في مجلة المجمع (المجلد 73، الجزء 3، الصفحة 555). وندوة (اللغة العربية والإعلام) عام 1998م، وألقى فيها محاضرةً بعنوان (لغة الإعلان في وسائل الإعلام)، نُشرت في مجلة المجمع (المجلد 74، الجزء 4، الصفحة 739).
وألقى في المجمع محاضرةً بعنوان (الرُّقَى والتعاوِيذ بين اللغة والاعتقاد) نُشرت في مجلة المجمع (المجلد 74، الجزء 1، الصفحة 137). ونُشِر له في مجلة المجمع مقالان، أولهما بعنوان: (العرب ولغات الأمم الأُخرى)، والآخر بعنوان (تجلِّيات الدهر العربي).

## كتبه وآثاره

#### أولًا: الكتب
1. أثر الدَّخيل على العربية الفصحى في عصر الاحتجاج، وزارة الثقافة، 1982م.
2. نافذة على اللغة، دار البعث، دمشق، 1983م.[10]
3. دراسات في اللغة (كتاب جامعي)، جامعة دمشق، 1984م.
4. أبحاث في اللغة والأدب، دار شمأل للطباعة والنشر، دمشق، 1994م.
5. في فقه اللغة العربية (كتاب جامعي)، جامعة دمشق، 1994- 1995م.
6. الصوت والصدى، اتحاد الكتَّاب العرب، 1999م.[11][12]

#### ثانيًا: المقالات
نشر الدكتور مسعود بوبو ثماني مقالات في (مجلة التراث العربي)، وأربع مقالات في (مجلة المعرفة)، وسبع مقالات في (مجلة دراسات تاريخية)، إضافة إلى ما نشره في (مجلة مجمع اللغة العربية بدمشق). ونشر أيضًا طائفةً من القصص القصيرة، وبحوثًا تتناول جوانبَ من الأدب اليمني، وطائفةً من الخواطر الأدبية. وكانت له زاوية لغوية في (جريدة البعث) عنوانها (نافذة على اللغة) استمرَّت زُهاء سنتين.

#### ثالثًا: البحوث
كتب للموسوعة العربية عددًا من البحوث والموادِّ منها: (الأبجدية) 1/ 42، (الإبدال اللغوي) 1/ 61، (باسل حافظ الأسد) 2/ 248، (الأضداد في اللغة) 2/ 669، (الأمثال عند العرب) 3/ 486، (ابن السِّيْد البَطَلْيَوسِي) 5/ 170، (حرف التاء) 5/ 820، (التِّبْرِيزِي يحيى بن علي) 5/ 912، (حرف الثاء) 7/ 275، (حرف الجيم) 7/ 393، (الجاهلية) 7/ 437، (ابن جنِّي) 7/ 736، (الجواليقي أبو منصور) 7/ 765، (حروف الهجاء) 8/ 223 بالاشتراك مع نبيل الحفَّار، (الحريري القاسم بن علي) 8/ 239.

## محاضراته ومشاركاته
شارك في عدد من مؤتمرات (النقد الأدبي) ومؤتمرات (التعريب)، وفي غير قليل من الندَوات، وألقى عددًا من المحاضرات، من ذلك مشاركته في ندوة حافلة عُقِدت في مكتبة الأسد الوطنية عام 1992م عن أعمال الأستاذ محمد أحمد دهمان، قدَّم فيها بحثًا بعنوان (تأمُّلات في لغة المرحوم محمد أحمد دهمان)، وممَّن شاركه فيها الأستاذ الدكتور شاكر الفحام.
وخصَّ الإذاعةَ بنشاطه، فقدَّم على مدار شهور طويلة زاويةً لغوية يومية عنوانها (لسان العرب). وشارك في ندَوات تلفازية وإذاعية شتَّى عن اللغة العربية وهمومها ومشاكلها.

#### أمَّا أهم ما قدَّم من محاضرات في سورية وخارجها فهي
- المشكلة الكُردية في شمال العراق، عام 1969م.
- وقفة مع الدخيل اللغوي في العربية، عام 1985م.
- اللغة والكلام بين إخوان الصَّفا والدرس اللغوي الحديث، عام 1988م.
- النشاط اللغوي عند العرب في عصر النهضة، عام 1989م.
- العربية وعلوم العصر، عام 1989م.
- أثر اللغة العربية في التوجيه القومي، عام 1992م.
- صور من حياة أهل العلم، عام 1992م.
- الإبداع والسُّلطة في التراث العربي، عام 1993م.
- تدريس النحو والصرف في الجامعة، 1994م.
- دور الأدب في حياة العرب، عام 1994.
- العربية بين الأصالة والتجديد، عام 1995م.[15]

## صفاته
- قال عنه أستاذه الدكتور إحسان النص: «عرفتُ مسعودًا طالبًا في قسم اللغة العربية، وأشهد أنه كان طالبًا مثاليًّا في جِدِّه وحُسن استيعابه لما يُلقى عليه، وعنايتِه بمتابعة البحث والمطالعة والرجوع إلى كتب التراث وإعداد البحوث المتَّصلة بموادِّ الدراسة، وقد لفتَ نظري بنجابته وذكائه، وكان طُلَعَةً نَهِمًا إلى التزوُّد بالمعرفة والاطِّلاع العميق الوافي على كلِّ ما يتصل بموادِّ دراسته».[16]
- وقال عنه زميله الدكتور وهب روميَّة: «ترك مسعود بوبو صفوفَ الحزب، ولكنَّ مبادئه ظلَّت حيَّة راسخة في ضميره وقلبه وعقله، فمضى يجاهد لعلَّه يستطيع أن يحقِّقَ بالثقافة ما عَجَز عن تحقيقه بالسياسة. كان يقضي وجهَ نهاره في الموسوعة والمجمع والكلِّية، فإذا انتهى من ذلك انقلب إلى منزله يستأنف القراءة والعمل. لقد رُزقَ قدرةً فائقة على ضبط الوقت وتوظيفه، كما رُزقَ حبَّ القراءة وموهبة الكتابة حتى ليكادُ المرء يظنُّ أن هذه الأمورَ جميعًا كانت طبيعةً مركوزةً في نفسه لا سبيلَ إلى التحرُّر منها أو تغييرها».[2]
- وقال عنه الأستاذ عبد الغني العطري: «كان مسعود بوبو عالمًا بين العلماء، ومثقفًا كبيرًا بين المثقفين، وأديبًا مرموقًا بين الأدباء. كان مهذبًا رقيق الحاشية، حريصًا على محبَّة الآخرين وخدمتهم بإخلاص... لم يكن له من غاية سوى نشر العلم والمعرفة، ووسيلتُه إليهما العمل المتواصل، الذي لا يعرف الراحةَ أو التراخيَ في أداء الواجب».[17]
- وقال عنه الأستاذ شحادة الخوري الذي خلَفَه في عضوية المجمع: «لقد صاغ حياته حبَّةً حبَّة ونسجها خيطًا خيطًا، فجاءت قصةً تُحكَى، وأنشودةً تُغنَّى؛ قصةَ جِدٍّ واجتهاد، وصبر ومصابرة، وأنشودةَ نضال لا يفتُر من أجل نهضة أمَّتنا العربية وإرساء مكوِّنات هذه الأمَّة وفي مقدِّمتها اللغة والثقافة العربيَّتان اللتان تشكِّلان نسيجَ العروبة الخالد على الزمن من الخليج إلى المحيط».[18]

## وفاته وتأبينه
أُصيبَ بمرض عُضال فغادر إلى باريس للعلاج، فتوفي في أحد مستشفياتها، يوم الاثنين 10 جُمادى الآخرة 1420هـ الموافق 20 سبتمبر (أيلول) 1999م. ونُقل جُثمانه إلى اللاذقية، وشُيِّع في موكب مَهيب ودُفن فيها.

#### تأبينه
أُقيمَ له حفلُ تأبين كبيرٌ مساء يوم الثلاثاء الواقع في 2 نوفمبر (تشرين الثاني) 1999م في قاعة المحاضرات بمكتبة الأسد الوطنية بدمشق، شاركت فيه المؤسسات والهيئات التي عمل فيها، ومنها: مجمع اللغة العربية، وهيئة الموسوعة العربية، واتحاد الكتَّاب العرب، وجامعة دمشق، وتكلَّم فيه من أعضاء المجمع كلٌّ من: الدكتور شاكر الفحام رئيس المجمع، والدكتور إحسان النص نائب الرئيس.
وانتَخَب مجلسُ مجمع اللغة العربية بجلسته المنعقدة بتاريخ 20 مارس (آذار) 2002م الأستاذَ شحادة الخوري عضوًا عاملًا في مجمع اللغة العربية، ليشغلَ الكرسي الذي شَغَر بوفاة الأستاذ الدكتور مسعود بوبو، وصدر المرسوم الجمهوري بتعيينه في 16 سبتمبر (أيلول) 2002م. واحتفل المجمعُ باستقبال الأستاذ شحادة الخوري في جلسة علنية عقدَها يوم الأربعاء 18 ديسمبر (كانون الأول) 2002م في قاعة المحاضرات في المجمع، وتناول في كلمة استقباله الحديثَ عن سلفه الدكتور مسعود بوبو.
وأصدرت هيئةُ الموسوعة العربية كتابًا عنه بعنوان: (للوفاء والذكرى).
وترجم له سامر عوض في كتابه: (شموع لم تَذُب: من أعلام مدينة اللاذقية).

## الملاحظات
1. ↑  ذكر الدكتور وهب رومية في الترجمة التي كتبها للدكتور مسعود بوبو في "الموسوعة العربية" 5/ 457: أنه وُلد في قرية (المزرعة) في ناحية البسيط، وتابعه على هذا محمد خير رمضان يوسف (2016)، تتمة الأعلام: وَفَيَات 1976-2013 (ط. 4)، عدن: دار الوفاق للدراسات و النشر، ج. 9، ص. 148، OCLC:1048305227، QID:Q115012904}، وذكر عبد الغني العطري (2000)، حديث العبقريات (ط. 1)، دمشق: دار البشائر، ص. 173، QID:Q121813748: أنه وُلد في قرية (حَبْكة) وهو الراجح؛ لأنه اعتمد في الترجمة على سيرة بخط المترجَم له الدكتور بوبو، وتابعه على ذلك عدد، منهم: أحمد العلاونة (1998)، ذيل الأعلام (ط. 1)، جدة: دار المنارة، ج. 3، ص. 192، OCLC:39194562، QID:Q115452583 وهي عنده (حَبْكا)، ونزار أباظة، علماء دمشق وأعيانها في القرن الخامس عشر الهجري (1401- 1425هـ)، ص. 405، QID:Q121799136

## وصلات خارجية
- مسعود بوبو على موقع أرشيف الشارخ.